# Дальний (Краснопартизанский район)
Дальний — поселок в Краснопартизанском районе Саратовской области России. Входит в состав сельского поселения Рукопольское муниципальное образование.

## География
Находится на расстоянии примерно 18 километров по прямой на восток-юго-восток от районного центра поселка Горный. 

## История
Официальная дата основания 1980 год. По другим данным основан не позднее 1970 года. Поселок входил в состав совхоза «Красное Знамя».

## Население
Население составляло 268 человек в 2002 году (63% русские),  103 в 2010.